# Wolfgang Dremmler
Wolfgang Dremmler (Salzgitter, 12 juli 1954) is een voormalig Duits profvoetballer. Hij begon als middenvelder maar kon ook als verdediger uit de voeten, op die positie speelde hij meestal bij Bayern München. Voor West-Duitsland speelde hij 27 interlands en kwam hij in actie op het WK voetbal 1982.

## Clubcarrière

### Eintracht Braunschweig
Dremmler begon op 7-jarige leeftijd te voetballen bij TSV Watenstedt en kwam via TSV Hallendorf bij Union Salzgitter terecht. Vanaf daar maakte hij voor DM 5600 de overstap naar het professionele voetbal. Hij kwam bij Eintracht Braunschweig terecht dat speelde in de Regionalliga Nord. Onder coach Otto Knefler kende hij een lastig eerste half jaar, hij kwam niet veel aan spelen toe en kon maar moeilijk wennen aan het niveau. De tweede helft van het seizoen ging het beter en de club promoveerde zelfs naar de Bundesliga. Branko Zebec werd als nieuwe trainer aangesteld wat tot gevolg had dat de jeugdige voetballer weer naar de bank werd verwezen. Uiteindelijk wist hij zich gedurende het seizoen toch op te werken tot basiskracht en werd hij een vast onderdeel van het elftal. Er volgden in de komende seizoenen een paar trainerswisselingen die ervoor zorgden dat Dremmler opnieuw langs de kant kwam te staan. Hij besloot te vertrekken omdat hij nog maar weinig perspectief zag in de situatie.

### Bayern München
In 1979 vertrok hij voor DM 800.000 naar Bayern München. Velen dachten dat hij bij die club nooit aan spelen toe zou komen. Hij had echter het geluk dat ook Paul Breitner, een oud-speler van Eintracht Braunschweig, bij Bayern speelde. Bij Braunschweig konden ze al goed met elkaar opschieten en Breitner was bereid om hem op weg te helpen in München. Na een lastige beginperiode wist hij zich ook hier op te werken tot basisspeler en werd hij zelfs een van de sleutelfiguren van de tachtiger jaren. Met Bayern wist hij driemaal de DFB-Pokal te winnen en werd hij ook nog viermaal landskampioen. Daarnaast behaalde hij met de Zuid-Duitsers de Europacup I-finale in 1982 waarin Bayern het moest opnemen tegen Aston Villa. Deze werd echter verloren met 1-0. In 1986 kwam er noodgedwongen een einde aan zijn carrière door een blessure aan zijn knie.

## Interlandcarrière
Dremmler maakte zijn debuut voor het West-Duitse elftal tijdens de voorbereiding op het WK voetbal 1982. Dat hij ook daadwerkelijk mee ging naar het WK kwam voor velen als een verrassing, hij kwam zelfs tijdens alle wedstrijden in actie. West-Duitsland wist de finale te bereiken en kwam daar tegenover Italië te staan. Deze bleken uiteindelijk aan het langste eind te trekken en wonnen met 3-1.
Door een zware knieblessure kwam hij niet in actie tijdens het EK voetbal 1984. Op 29 februari 1984 speelde hij tegen België zijn laatste wedstrijd in het shirt van Die Nationalmannschaft.
| Interlanddoelpunten | Interlanddoelpunten | Interlanddoelpunten | Interlanddoelpunten         | Interlanddoelpunten | Interlanddoelpunten | Interlanddoelpunten | Interlanddoelpunten |
| #                   | Datum               | Locatie             | Wedstrijd                   | Goal(s)             | Score               | Uitslag             | Competitie          |
| ------------------- | ------------------- | ------------------- | --------------------------- | ------------------- | ------------------- | ------------------- | ------------------- |
| 1                   | 23/09/1981          | Bochum              | West-Duitsland – Finland    | 83'                 | 7 – 1               | 7 – 1               | WK-kwalificatie     |
| 2                   | 24/03/1982          | Buenos Aires        | Argentinië – West-Duitsland | 33'                 | 0 – 1               | 1 – 1               | Oefenduel           |
| 3                   | 23/04/1983          | İzmir               | Turkije – West-Duitsland    | 35'                 | 0 – 2               | 0 – 3               | EK-kwalificatie     |

## Nevencarrière
Na zijn actieve carrière wilde Dremmler even een tijdje niets meer met voetbal te maken hebben ondanks aandringen van Bayern-manager Uli Hoeneß om als trainer bij de jeugd te komen werken. In plaats daarvan koos hij voor een dienstverband bij kleding-gigant Adidas. Na enkele jaren besloot hij toch het trainersvak in te gaan en ging hij als coach aan de slag bij MSV München en SV Lohof. In 1995 kwam Bayern opnieuw bij hem langs met de vraag of hij daar niet wilde gaan werken. Hij ging op het verzoek in en werd verantwoordelijk voor het nieuw opzetten van de scoutingafdeling. Dremmler was de enige scout van Bayern op dat moment en een pionier binnen de Bundesliga. Tegenwoordig staat hij aan het hoofd van het scoutingsapparaat en was hij onder meer persoonlijk verantwoordelijk voor de komst van Roque Santa Cruz en José Paolo Guerrero.

## Erelijst
FC Bayern München
- Bundesliga

1980, 1981, 1985 en 1986
- DFB-Pokal

1982, 1984 en 1986
- DFB-Supercup

1982